# Квартдецима

Квартде́цима (лат. quartdecima — четырнадцатая) — музыкальный интервал шириной в 14 ступеней, обозначается числом 14.
Превышает объём октавы. Чаще всего рассматривается как составной интервал, который состоит из октавы и септимы. Подобно септиме, может быть большим или малым, а также увеличенным или уменьшённым.

## Разновидности квартдецимы
- Малая квартдецима — содержит 11 тонов (м. 14)
- Большая квартдецима — содержит 11 с половиной тонов (б. 14)
- Уменьшенная квартдецима — содержит 10 с половиной тонов (ум. 14)
- Увеличенная квартдецима — содержит 12 тонов (ув. 14)

## Обращение

При обращении квартдецимы каждый из звуков перемещается на октаву во встречном направлении, давая в итоге секунду.